# Dinder
Dinder – wieś w Anglii, w hrabstwie Somerset, w dystrykcie (unitary authority) Somerset. Leży 28 km na południe od miasta Bristol i 176 km na zachód od Londynu.